# Casa del reverendo John H. Gray
La Casa del reverendo John H. Gray es una residencia histórica ubicada en Eutaw, Alabama, Estados Unidos.

## Historia
La estructura de estilo I-house de dos pisos fue construida por John H. Gray en la década de 1830. Gray se desempeñó como primer ministro de la Primera Iglesia Presbiteriana de Eutaw desde 1826 hasta 1836. La casa se colocó en el Registro Nacional de Lugares Históricos como parte de los Recursos Temáticos de Casas Antebellum en Eutaw el 2 de abril de 1982, debido a su importancia arquitectónica.